# Dead Language
Dead Language è il quarto album studio pubblicato dalla band The Flatliners nel 2013. L'album è stato nominato miglior album nel settore "Metal/Hard Music" ai Juno Awards del 2014.

## Tracce
Testi di Chris Cresswell, musiche di The Flatliners.
1. Resuscitation of the Year – 3:22
2. Bury Me – 2:43
3. Birds of England – 3:14
4. Drown in Blood – 3:21
5. Sew My Mouth Shut – 3:15
6. Caskets Full – 2:48
7. Ashes Away – 4:07
8. Hounds – 3:13
9. Dead Hands – 1:57
10. Quitters – 2:03
11. Tail Feathers – 4:03
12. Young Professionals – 1:59
13. Brilliant Resilience – 3:27

## Formazione
- Chris Cresswell – voce, chitarra
- Scott Brigham – chitarra
- Jon Darbey – basso
- Paul Ramirez – batteria
- Michael Liorti – tastiere